# Дискурс-аналіз
Ди́скурс-ана́ліз (метод дослідження змісту) — в загальному сенсі — ряд підходів в соціальних науках, метою яких є критичне дослідження дискурсу, а основними завданнями — аналіз співвідношення сил в суспільстві для формулювання нормативного підходу, з позиції якого можна критично проаналізувати ці співвідношення в зв'язку з соціальними змінами, створити уявлення про систему сповідуваних соціумом цінностей та інтерпретаційних схем. До дискурс-аналітичних підходів можуть бути віднесені: теорія дискурсу Е. Лакло і Ш. Муфф, критичний дискурс-аналіз, дискурсивна психологія та ін.
метод дослідження змісту ґрунтується на трьох важливих складових: дія, побудова та варіативність.